# Большой Австралийский залив

Границы залива. Красная линия — по Международной гидрографической организации, зелёная — по Австралийской гидрографической службе

Большо́й Австрали́йский зали́в (англ. Great Australian Bight) — крупный открытый залив, относящийся к водам Индийского океана. Расположен у центральной и западной части южного побережья Австралии. Существует два определения границ залива. Площадь около 1335 тыс. км². Глубина до 5670 м. Главный порт — Аделаида. Бо́льшая часть залива расположена на юге территории, прилегающей к границе штатов Западная Австралия и Южная Австралия.
Для береговой линии Большого Австралийского залива характерны береговые скалы (до 60 м в высоту), песчаные пляжи и скалистые террасы. В бухту Уилсон впадает река Денмарк.

## Границы залива
По определению Международной гидрографической организации, залив протягивается на восток от Западного мыса в Западной Австралии до Юго-западного мыса на Тасмании. По Австралийской гидрографической службе, залив меньше — от мыса Пэсли в Западной Австралии до мыса Карно в Южной Австралии (протяжённость 1160 км).

## Флора и фауна
Воды залива, несмотря на относительно небольшую глубину, не отличаются богатством флоры и фауны по причине незначительного осадконакопления. Тем не менее, в заливе обитает множество акул, особенно в прибрежных водах, а также гладких китов, мигрирующих внутри региона.

## История
Большой Австралийский залив был впервые исследован европейцами в 1627, когда голландский мореплаватель Тиссен проплыл вдоль его западных границ. Позднее побережье было подробно нанесено на карту английским исследователем капитаном Мэтью Флиндерсом в 1802, во время его плавания вокруг Австралийского континента.